# Бад-Айблинг
Бад-Айблинг (нем. Bad Aibling) — город в Германии, в земле Бавария.
Подчинён административному округу Верхняя Бавария. Входит в состав района Розенхайм. Население составляет 18 272 человека (на 31 декабря 2010 года). Занимает площадь 41,55 км². Официальный код — 09 1 87 117.
Город подразделяется на 28 городских районов.

## История
9 февраля 2016 года у города произошла  ж.д. катастрофа с жертвами.

## Фотографии

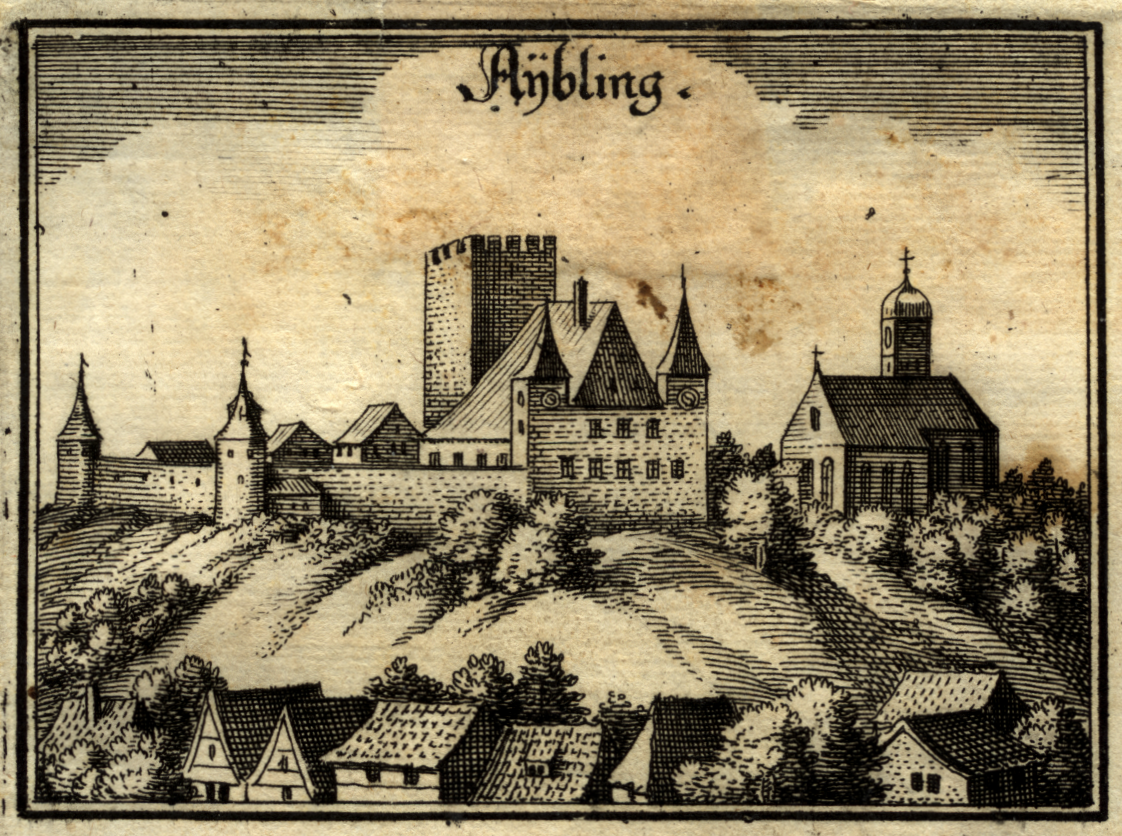
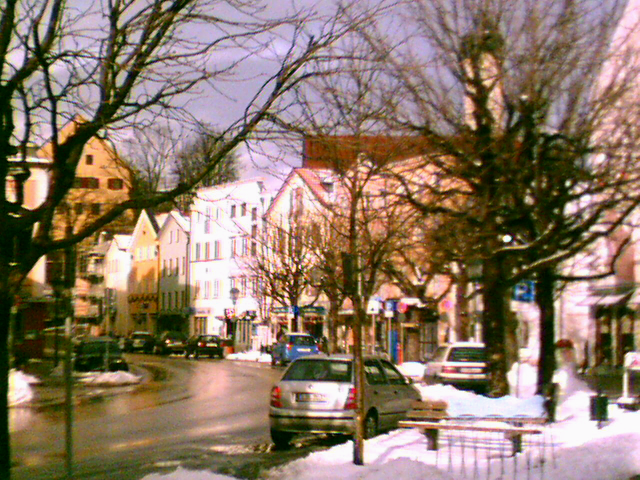
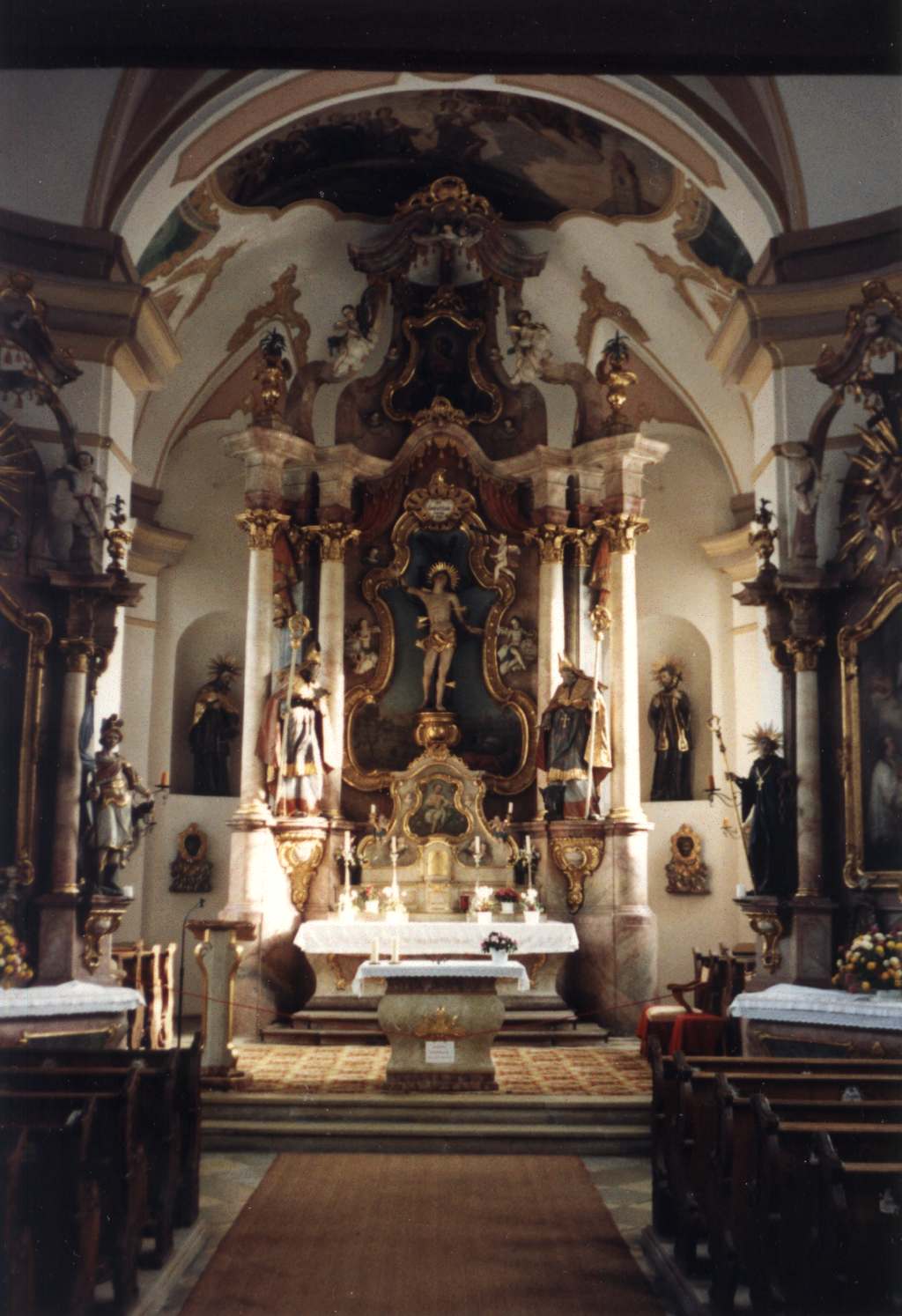
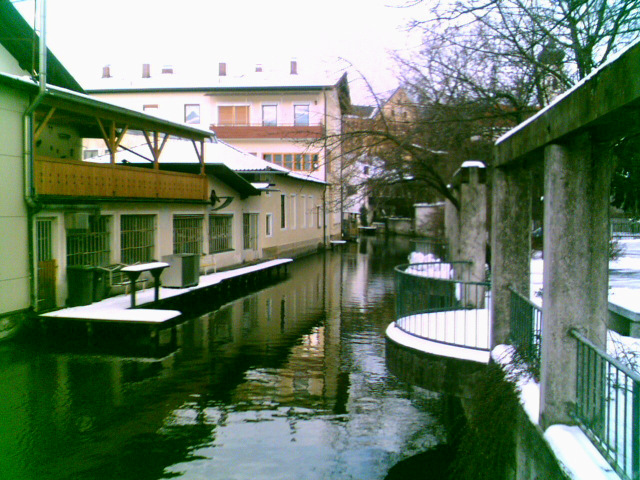
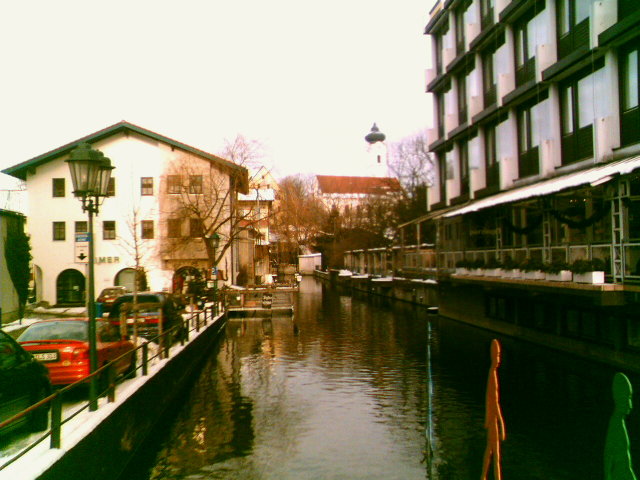
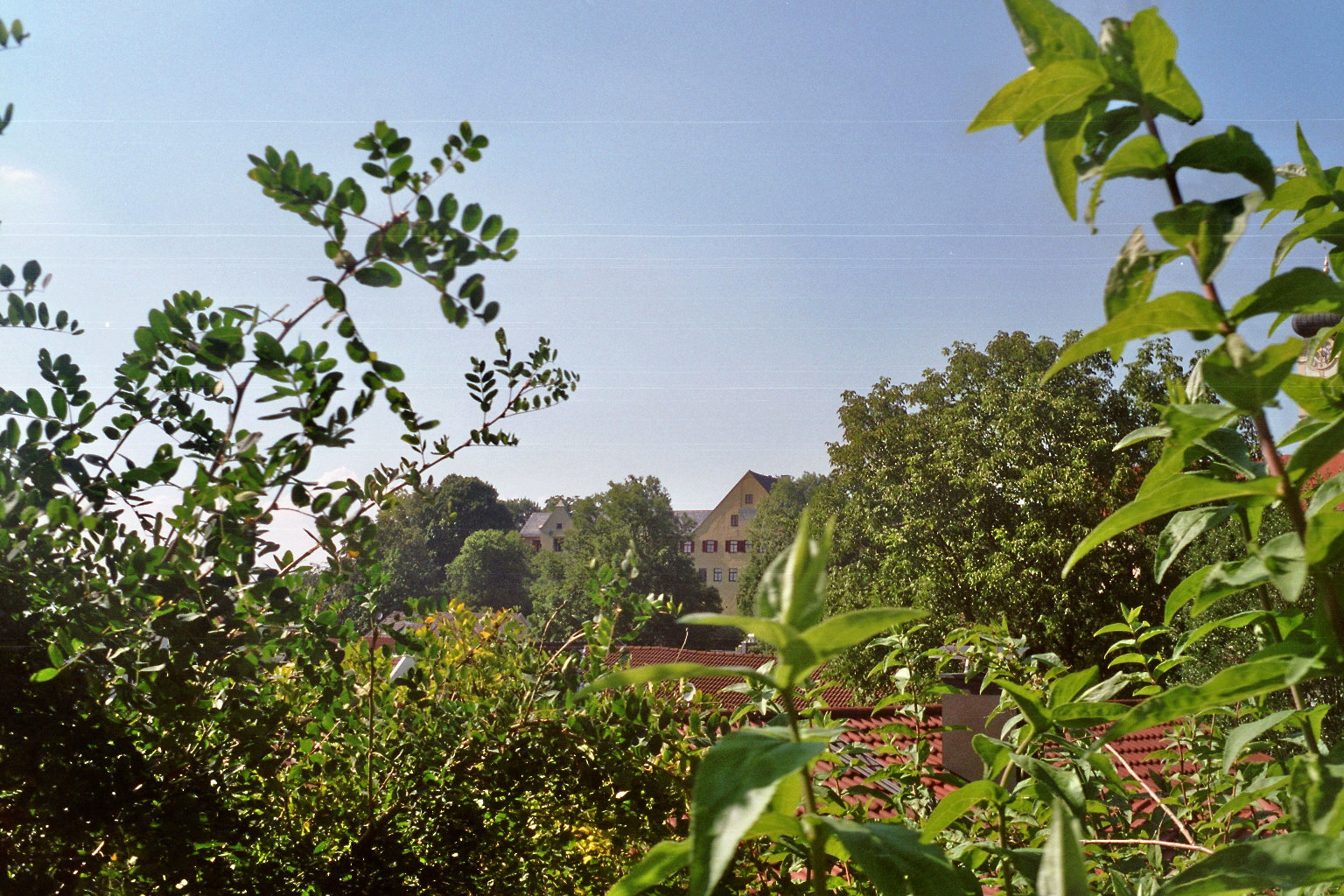
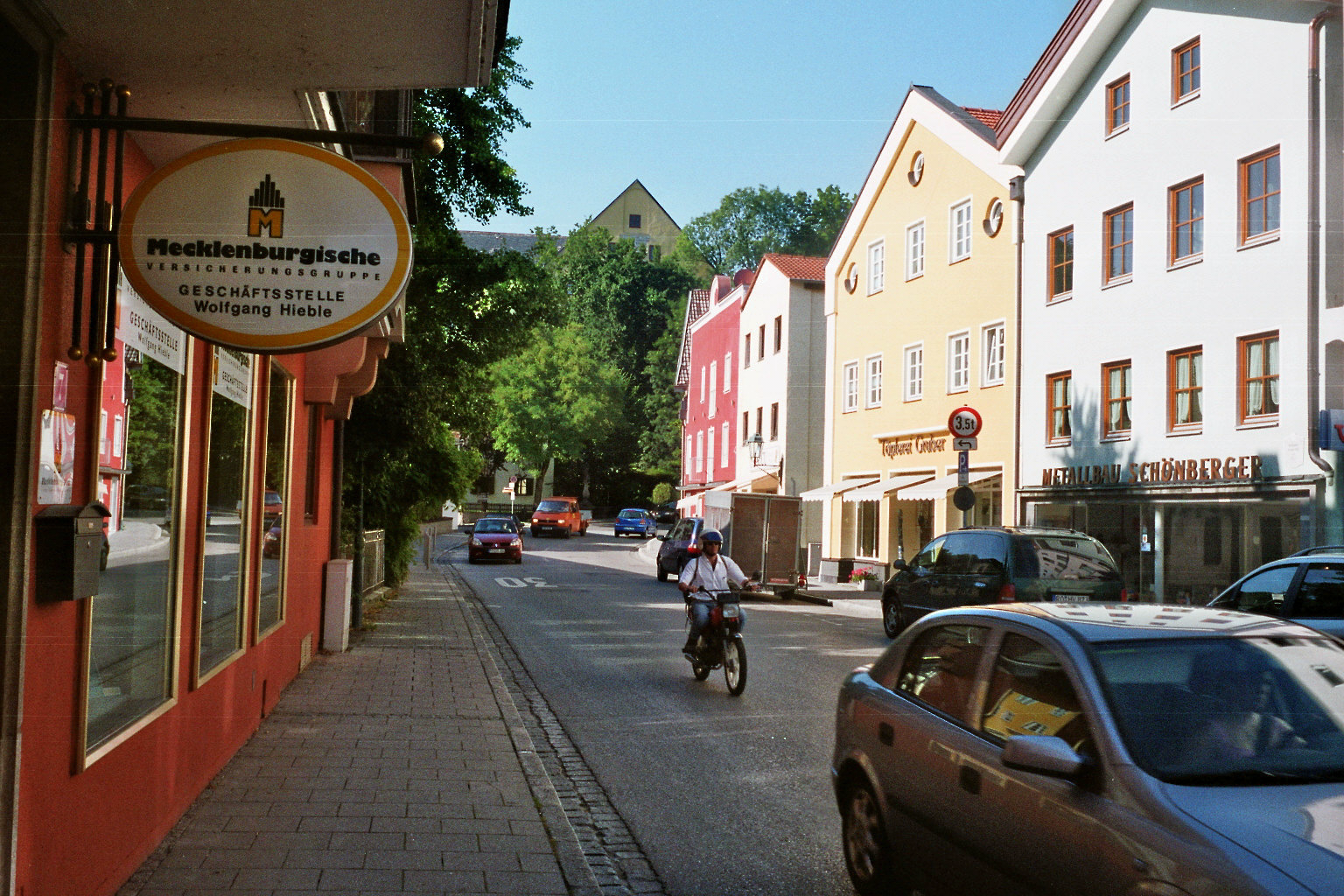
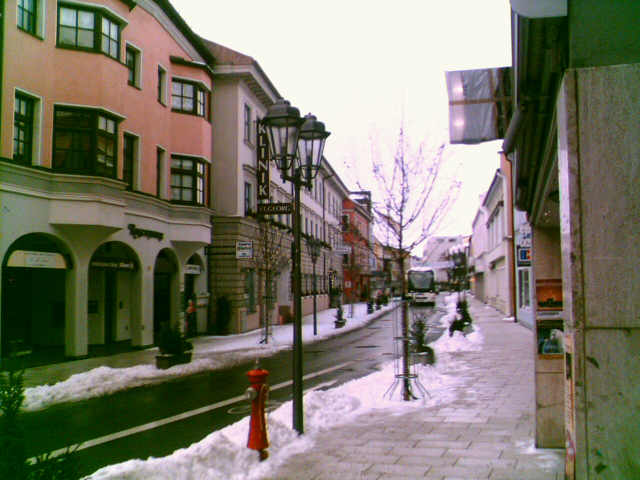
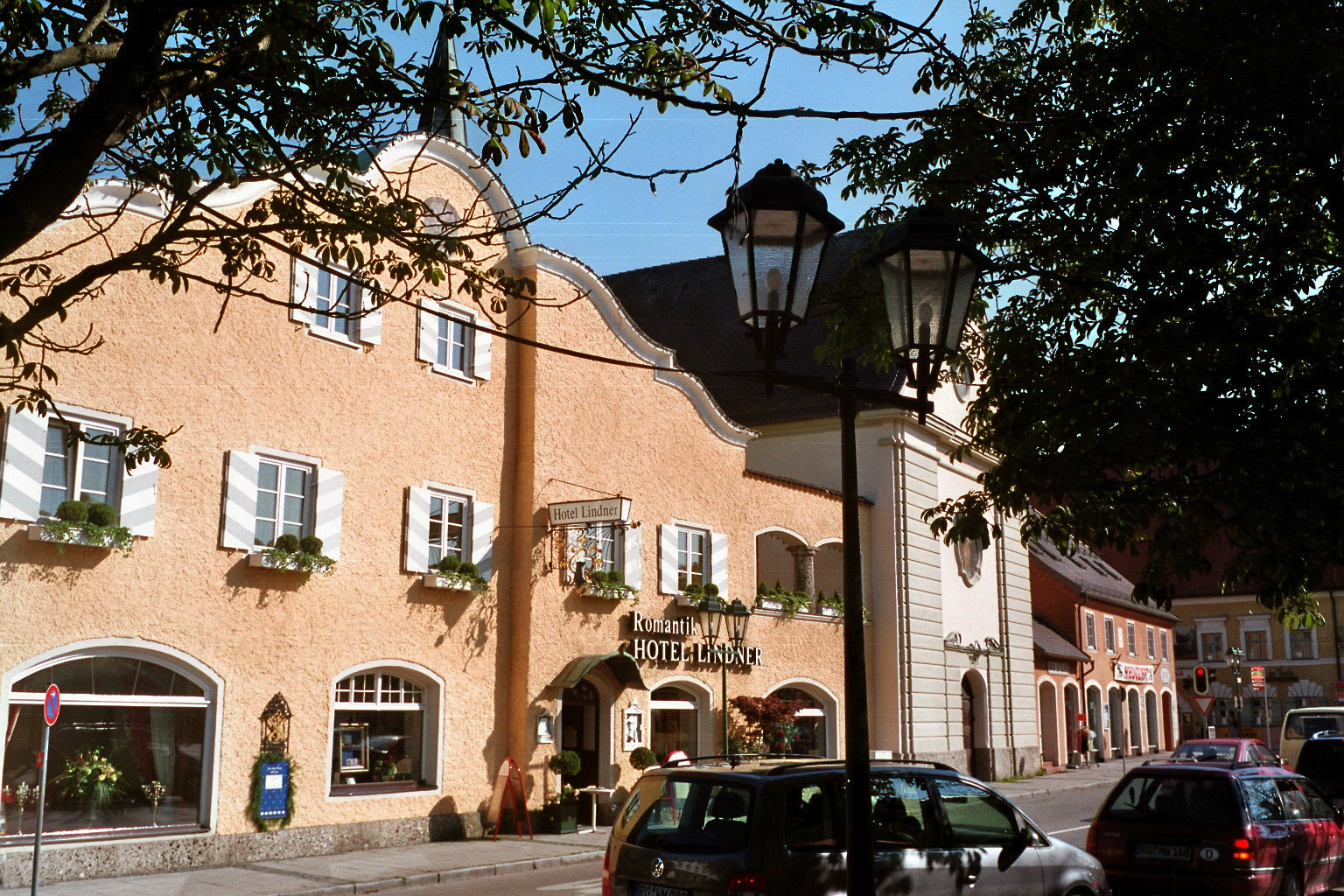
Замок
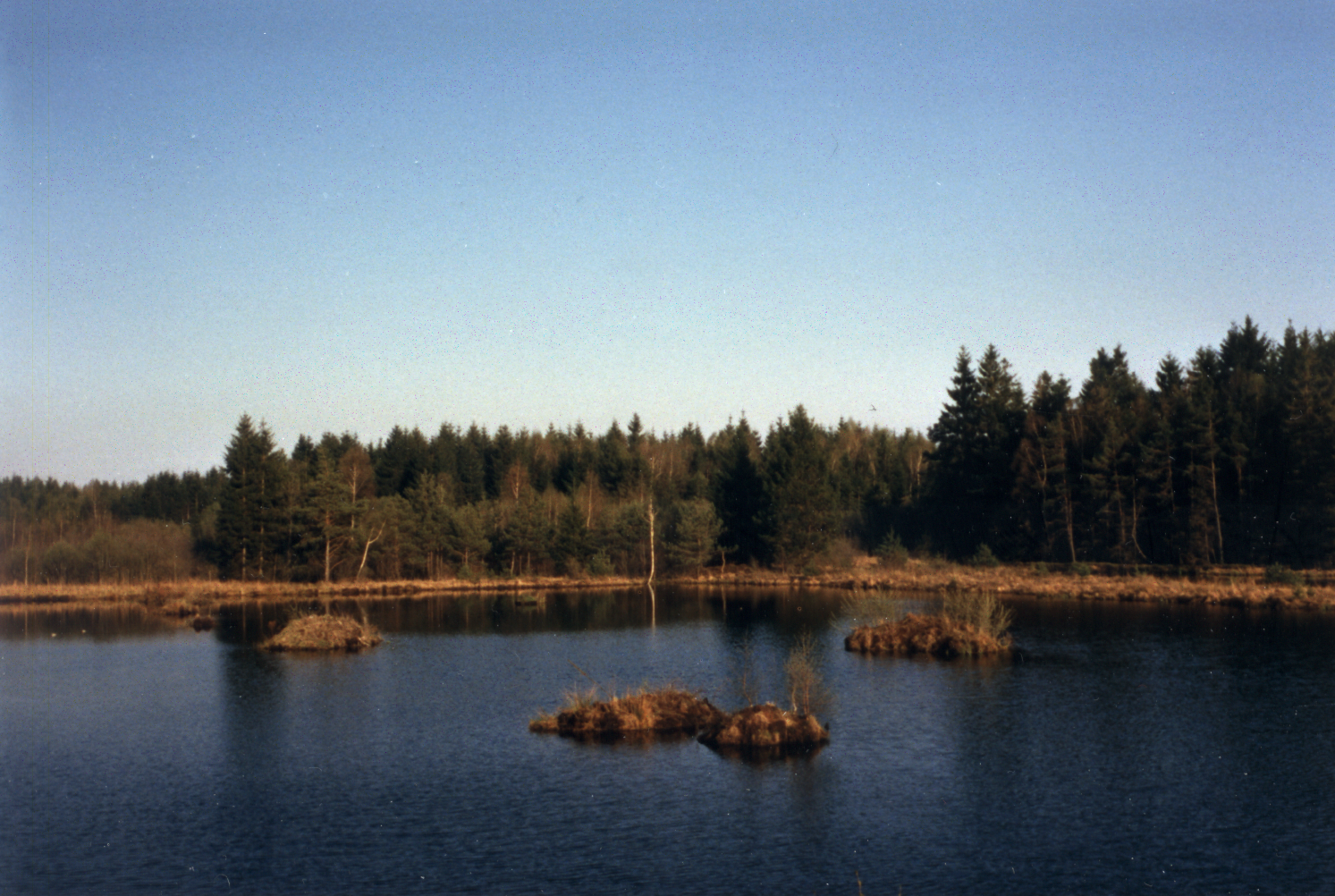